# ديفيد س. ساذرلاند الثالث
ديفيد س. ساذرلاند الثالث (بالإنجليزية: David C. Sutherland III)‏ هو مصمم لعب تقمص أدوار وفنان ومصمم ألعاب أمريكي، ولد في 4 أبريل 1949 في منيابولس في الولايات المتحدة، وتوفي في 6 يونيو 2005 في سولت سانت ماري في الولايات المتحدة.